# Mireia Sopena i Buixens
Mireia Sopena i Buixens (Barcelona, 1975) és una escriptora i investigadora catalana. És doctora en Llengua i Literatura Catalanes i llicenciada en Filologia Catalana i actualment és editora d’Edicions de la Universitat de Barcelona. Ha publicat monografies sobre les editorials catalanes i articles sobre la censura franquista i eclesiàstica. El 2011 va rebre el Premi Carles Rahola d'assaig per Josep Pedreira, un editor en terra de naufragis i, el 2022, el Premi IEC de la Secció Filològica Lluís Nicolau d’Olwer per la tesi La Selecta, centre de l’edició i de la vida literària (1943-1962).

## Obres
- El risc de la modernitat. La revista Critèrion (1959-1969)[7] Barcelona: Publicacions de l'Abadia de Montserrat, 2018, 128 p.
- Josep Pedreira, un editor en terra de naufragis: Els llibres de l'Óssa Menor (1949-1963).[8] Barcelona: Edicions Proa, 2011, 336 p.
- Mutacions d’una crisi. Mirada crítica a l’edició catalana (1975-2005)[9] Vilanova i la Geltrú: El Cep i la Nansa edicions, 2007, 144 p.
- Editar la memòria: l'etapa resistent de Pòrtic (1963-1976)[10] Barcelona: Publicacions de l'Abadia de Montserrat, 2006, 216 p.